# أحمد بوعبيد
أحمد بوعبيد لاعب سعودي من مواليد محافظة الإحساء يلعب حالياً مع نادي النجوم السعودي سجله أخوه عبد الله في نادي الفتح للناشئين كلاعب كرة يد واشرف عليه، اكتشفه المدرب واللاعب السابق أحمد السعود ونقله إلى نادي الفتح لكرة القدم الذي كان حينها مدرب فريق الناشئين وسجله مدير الكرة للفريق الأول بنادي الفتح الحالي محمد السليم الذي كان حينها إداري الناشئين وكان ذلك في موسم 1999-00 ,كانت بدايته في كرة القدم في خانة الظهير الأيسر لكنه في فئة الشباب لعب صانع ألعاب واستطاع حينها البروز في هذه الخانة، وتدرج مع فريق كرة القدم بنادي الفتح من فئة الناشئين مروراً بفئة الشباب ووصولاً للفريق الأول مثل المنتخب السعودي في الفئات السنية.
انتقل إلى نادي الاتحاد بجدة بنظام الإعارة لمدة سنة وستة أشهر بصفقة بلغت قيمتها خمسة ملايين ونصف المليون ريال وذلك خلال الانتقالات الشتوية موسم 2012
مع بداية فترة الانتقالات الشتوية تم الإستغناء عن اللاعب أحمد بوعبيد وذلك بإنهاء فترة إعارته وإعادته إلى نادية الأصلي الفتح الذي رحب به في كونه عنصر فعال قد يساعد في تحقيق الدوري في ظل تصاعد مستوى الفريق حالياً.
انتقل موسم 1434 من الفتح إلى الرائد على سبيل الإعارة لمدة عام واحد ليمثل الرائد في هذا الموسم
انتقل إلى نادي الصفا في عام 2015 و لعب معهم لمدة موسم واحد بعدها وقع مع نادي النجوم.

## وصلات خارجية
- أحمد بوعبيد على موقع Soccerway.com (الإنجليزية)